# روب كلينغ
روب كلينغ (بالإنجليزية: Rob Kling)‏ هو عالم حاسوب أمريكي، ولد في 1944، وتوفي في 15 مايو 2003.